# 群馬の森
群馬の森（ぐんまのもり）は群馬県高崎市にある県立の都市公園（総合公園）である。公園の土地の一部は国有地である。公園内には、群馬県立近代美術館や群馬県立歴史博物館などの施設がある。

## 概要
群馬の森は、明治百年記念事業の一環として、住民が緑を通じて人間性の確保と都市公園の整備促進を図る目的から計画された公園で、1968年に整備をはじめ1974年に開園した。大規模に樹木を導入した地域の気候風土文化を活かした都市公園である。自然豊かな公園で、多くの主な樹木が植えられている。主なものとしては、シラカシやクヌギ、オニグルミ、エノキ、コナラがあり、四季折々の姿が楽しめる。
公園内には、約4ヘクタールある芝生広場やあそびの広場、わんぱくの丘、かたらいの丘などの設備があるほか、ウォーキングコースやサイクリングロード（高崎伊勢崎自転車道）などの運動設備がある。また、群馬県立近代美術館や群馬県立歴史博物館といった文化施設もあり、本来の都市公園機能を担うほか、歴史や文化を楽しむ文化施設機能も担っている。
現在の「群馬の森」がある一帯は、烏川と井野川に沿って舟運の便が良く、水車の動力も得やすいという理由から「東京砲兵工廠岩鼻火薬製造所」と称した黒色火薬の製造所が1882年11月より設置されていた。その後、1923年4月に「陸軍造兵廠火工廠岩鼻火薬製造所」へ、1940年4月に「東京第二陸軍造兵廠岩鼻製造所」へとそれぞれ改称し、1945年の終戦を迎えるまで、黒色火薬やダイナマイト、軍用火薬、民間用の産業火薬の生産・供給を行なっていた。そのような歴史的背景もあり、公園内には爆風避けの土塁や当時の建物・壁が残されている。
2021年、群馬県の建設コンサルタント会社「アイ・ディー・エー」が5年契約でネーミングライツを取得。2022年からの名称がアイ・ディー・エー群馬の森となる。

## 施設

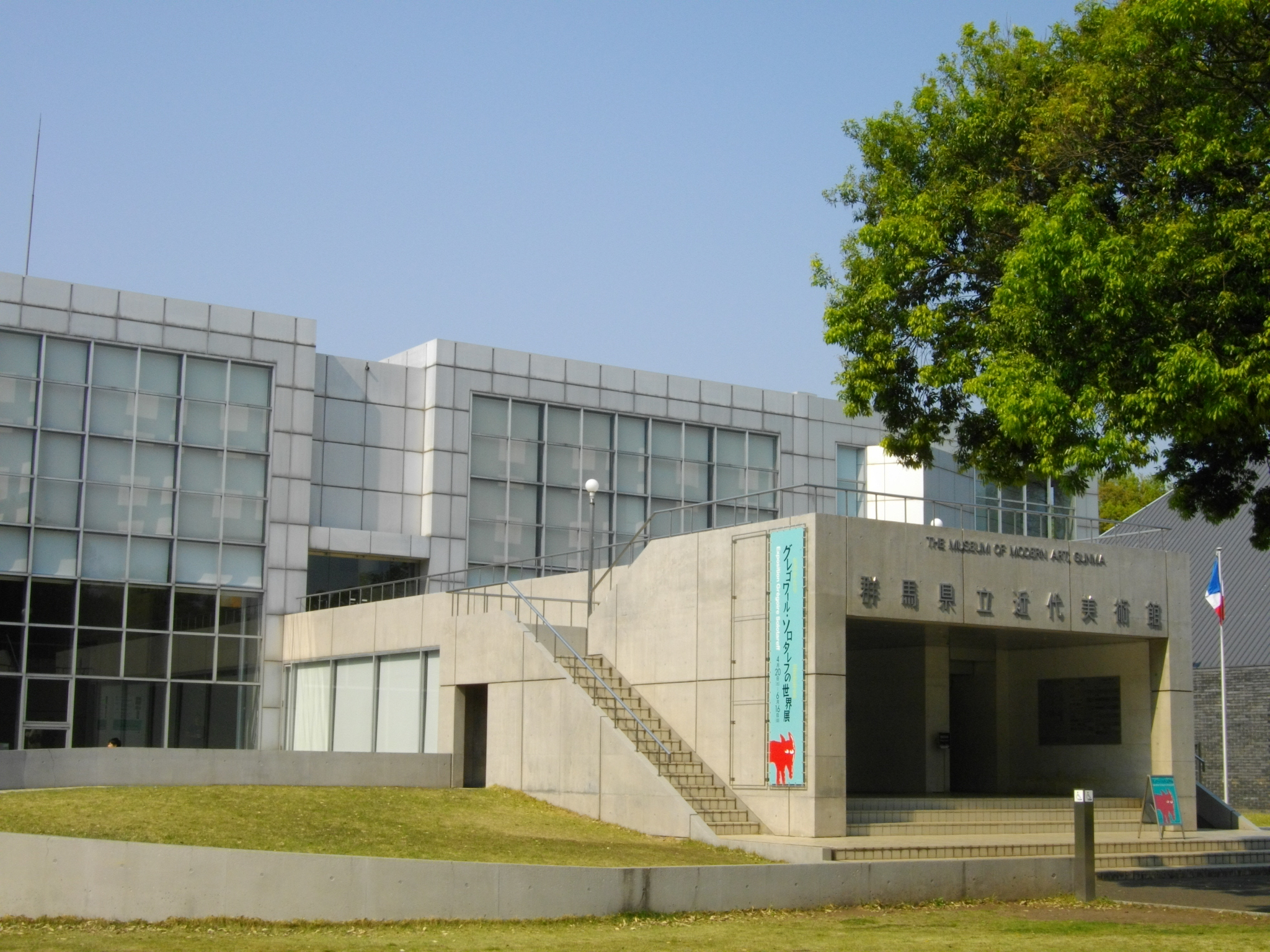
群馬県立近代美術館

群馬県立近代美術館は、1974年10月に開館した県立美術館である。「群馬の森」の付属施設として、群馬県立歴史博物館とともに整備された。美術館名の通り国内外の近現代美術の収集・展示を行うとともに、群馬県唯一（開館当時）の県立美術館として群馬県出身の画家の美術品の収集・展示にも力を入れている。

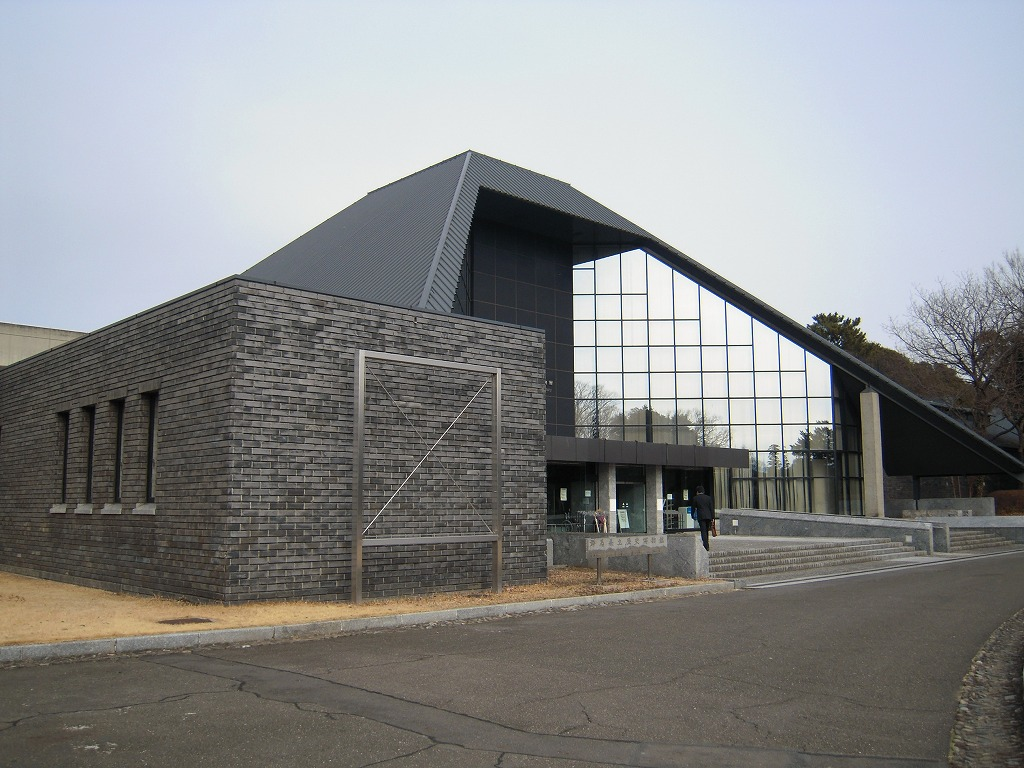
群馬県立歴史博物館

群馬県立歴史博物館は、1979年に開館した県立の歴史博物館である。原始から現代までの群馬県の様子などの展示活動のほか、調査・研究や教育普及に努めている。展示活動は、常設展のほか年数回の企画展を催している。
各種記念碑
「群馬の森」一帯には、かつて陸軍の岩鼻火薬製造所があった。そのような歴史的背景から製造所の従業員・遺族ら関係者の有志が設置した「ダイナマイト碑」などの様々な記念碑が設置されている。その中の「記憶 反省 そして友好」の碑（朝鮮人追悼碑）については2004年に「政治的行事を行わない」との条件を付けて建立が認められていたが、追悼行事の中で政治的なアピールが行われたため、2014年、群馬県は碑の設置期間の更新を認めなかった。その後、碑を管理する団体は不許可処分の取り消しなどを求めて訴訟を前橋地裁に対して起こした。2022年6月15日、最高裁は団体の上告を棄却し、原告の敗訴が確定した。県は団体側に碑の撤去を求めたが応じなかったため、2024年1月29日、行政代執行による撤去作業を始めた。2月2日、県は撤去終了を宣言。翌3日午後に撤去作業のための臨時閉園措置を解いた。撤去費用2062万円は同団体に請求した。

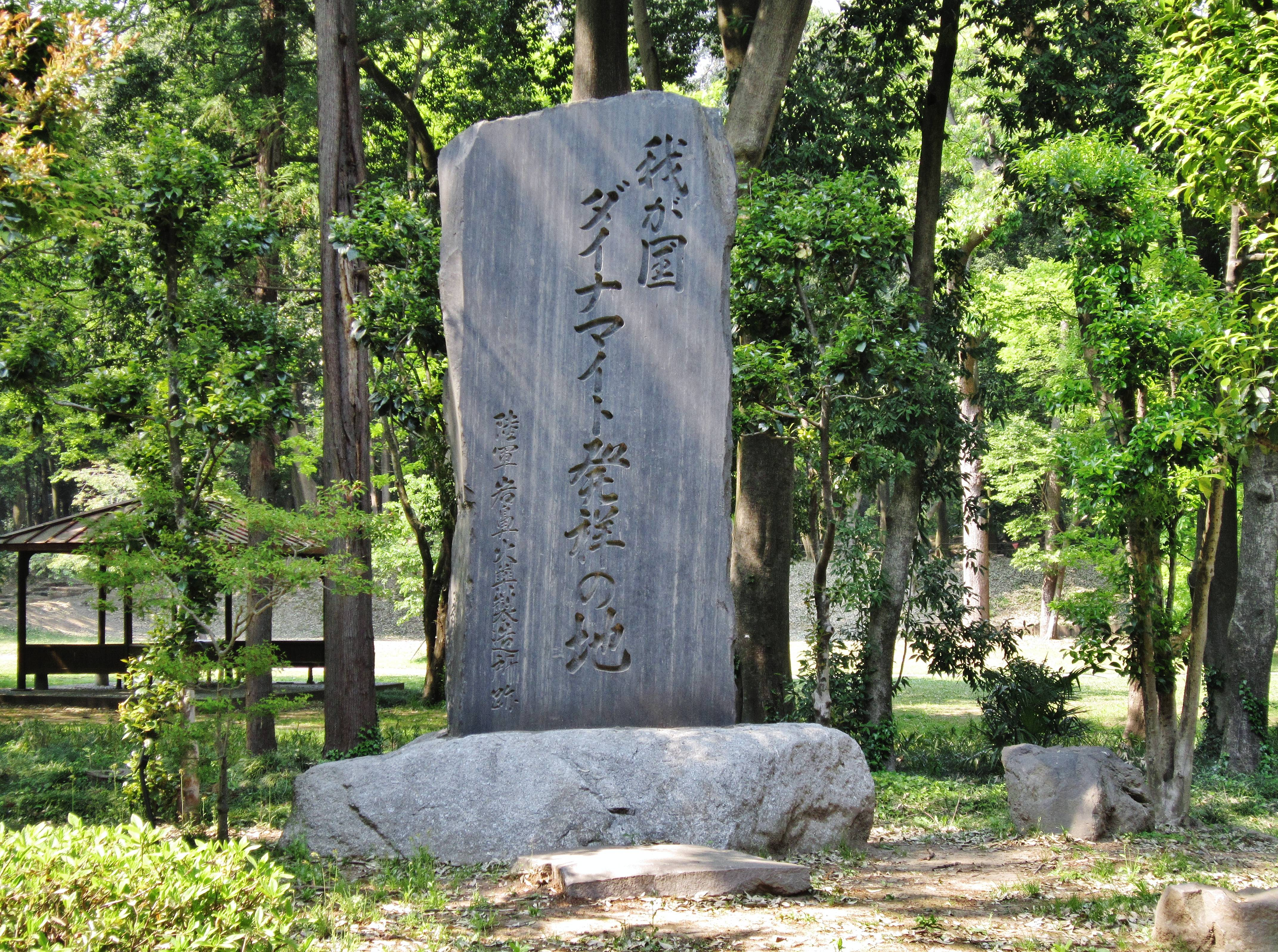
「我が国ダイナマイト発祥の地」の碑
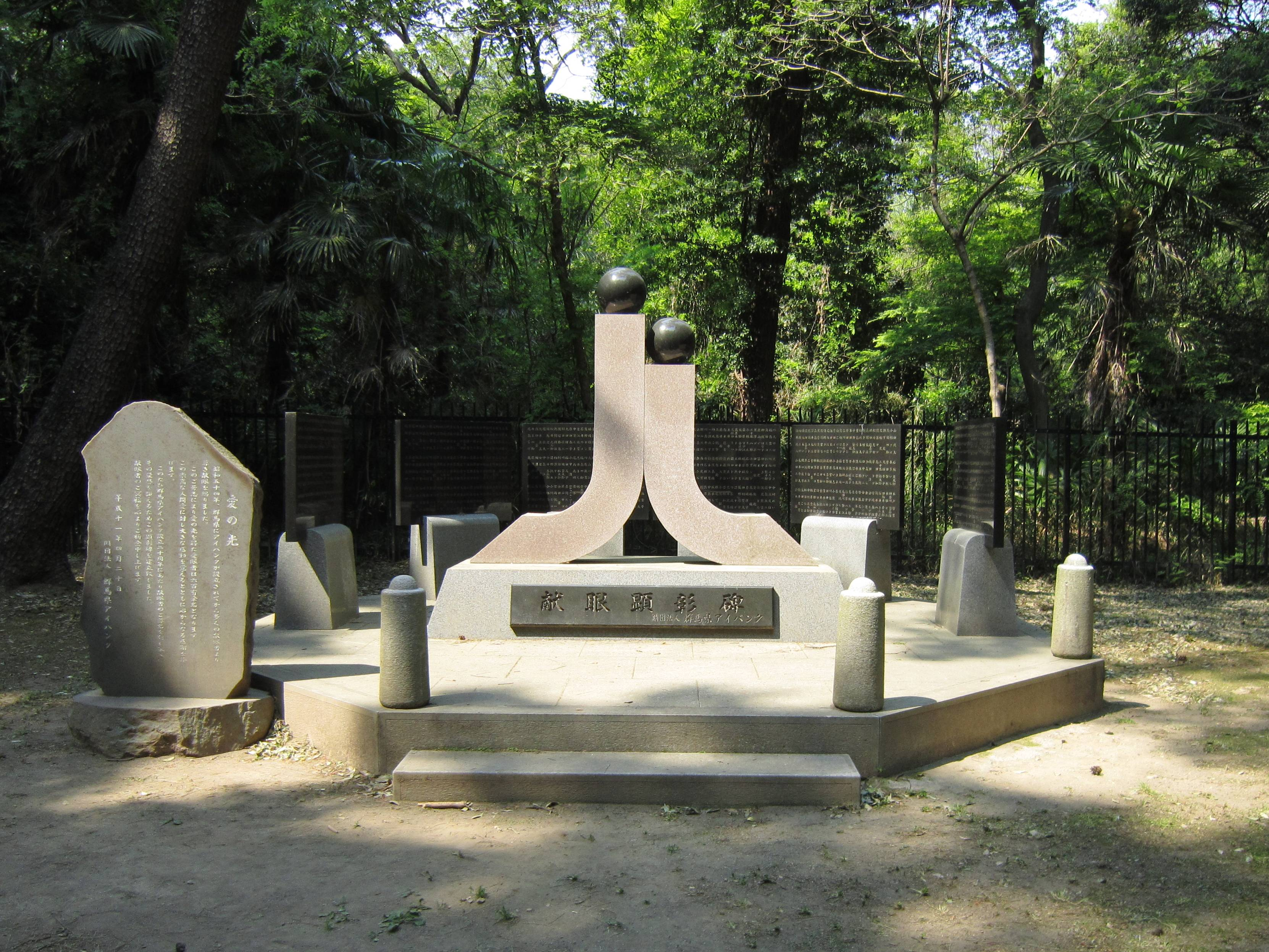
「献眼顕彰碑」
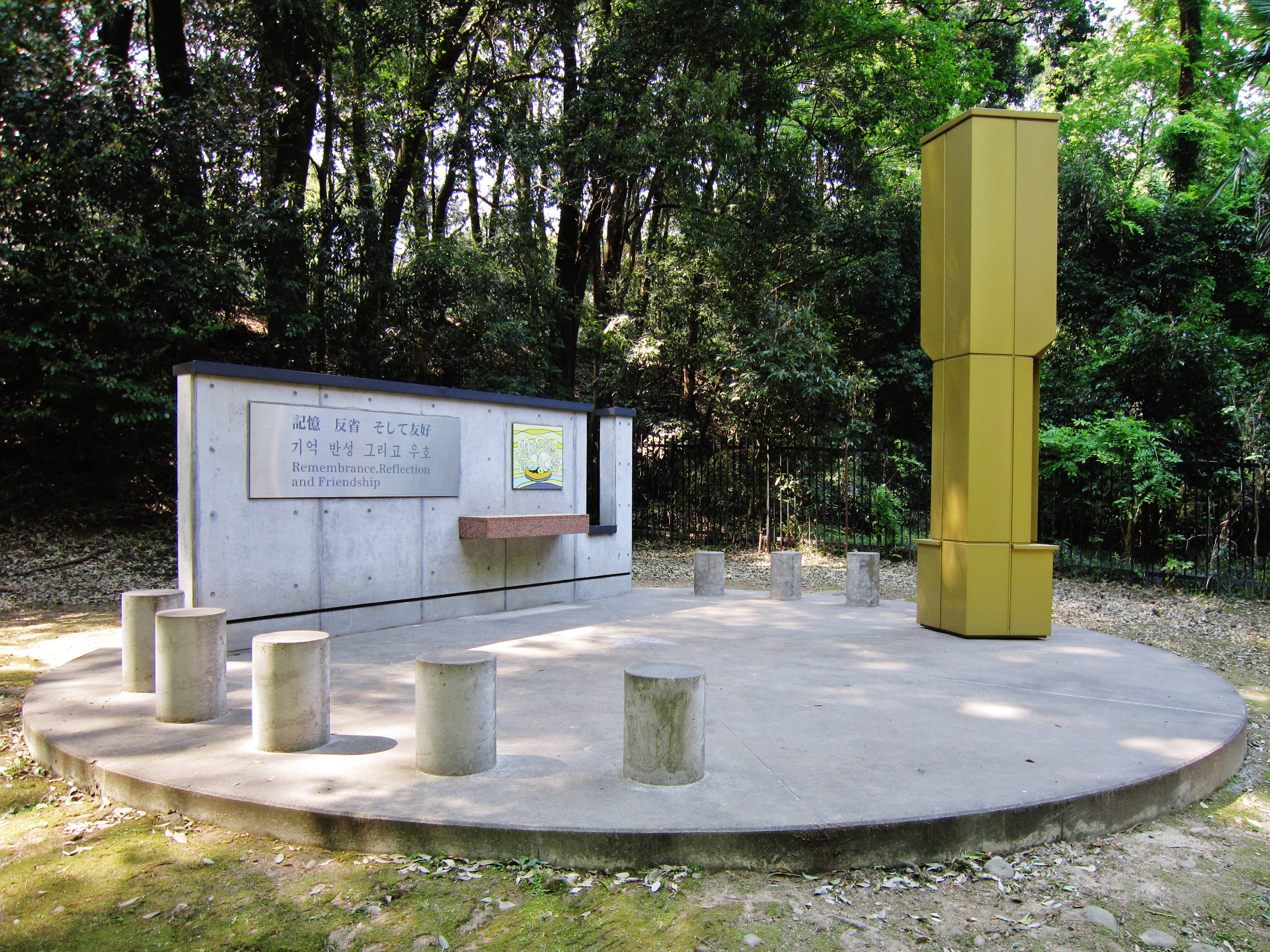
「記憶 反省 そして友好」の碑[注 1]

## 開園時間
- 年中無休
  - 夏（ 4月 - 9月）7時30分 - 17時30分
  - 冬（10月 - 3月）8時00分 - 17時30分

## 交通アクセス

### 公共交通
路線バス
- JR高崎駅西口（8番のりば）より、市内循環バス「ぐるりん」20系統新町駅行きで「群馬の森」下車。所要時間約25分
- JR高崎駅西口（9番のりば）より、市内循環バス「ぐるりん」10系統岩鼻先回りで「群馬の森」下車。所要時間約45分
- JR高崎駅東口より、市内循環バス「ぐるりん」9系統健大先回りで「群馬の森」下車。所要時間約35分
- JR新町駅より、市内循環バス「ぐるりん」21系統高崎駅西口行きで「群馬の森」下車。所要時間約30分

タクシー
- JR高崎駅東口より約20分（約8～9km）
- JR新町駅より約10分（約6km）
- JR倉賀野駅より約10分（約5km）

### 道路
- 正面入り口：県道13号前橋長瀞線沿い
- 北入口：国道354号沿い

#### 高速道路
- 上信越自動車道 藤岡ICより約10分
- 北関東自動車道 前橋南ICより約15分
- 関越自動車道 高崎ICより約15分